# Governo Orbán IV
Il Governo Orbán IV è stato il 73º governo dell'Ungheria in carica per 4 anni e 6 giorni (di cui 1 mese e 23 giorni in forma dimissionaria) dal 18 maggio 2018 al 24 maggio 2022, insediatosi all'esito delle elezioni parlamentari del 2018. Il 12 gennaio 2022 con lo scioglimento dell'Assemblea Nazionale causa del termine naturale della legislatura si indicono le elezioni il 3 aprile 2022.

## Situazione Parlamentare
| Camera              | Collocazione | Partiti                                          | Seggi     |
| ------------------- | ------------ | ------------------------------------------------ | --------- |
| Assemblea nazionale | Maggioranza  | Fidesz - KDNP (133),MNOÖ (1),NI (1)              | 135 / 199 |
| Assemblea nazionale | Opposizione  | DK (9),Jobbik (26),MSZP (20),LMP (8),Insieme (1) | 65 / 199  |

## Composizione
Fidesz
     KDNP
     Indipendente
| Carica | Titolare | Titolare | Titolare                                  | Partito      |
| --- | -------- | -------- | ----------------------------------------- | ------------ |
| Primo ministro |          |          | Viktor Orbán                              | Fidesz       |
| Primo Vice primo ministro; Ministro per le politiche nazionali, gli affari ecclesiastici e le nazionalità           |          |          | Zsolt Semjén                              | KDNP         |
| Secondo Vice primo ministro; Ministro delle finanze                                                                 |          |          | Mihály Varga                              | Fidesz       |
| Terzo Vice primo ministro; Ministro dell'interno                                                                    |          |          | Sándor Pintér                             | Indipendente |
| Ministro dell'ufficio del Primo ministro                                                                            |          |          | Gergely Gulyás                            | Fidesz       |
| Ministro dell'ufficio di gabinetto del Primo ministro                                                               |          |          | Antal Rogán                               | Fidesz       |
| Ministro degli affari esteri e del commercio                                                                        |          |          | Péter Szijjártó                           | Fidesz       |
| Ministro della giustizia                                                                                            |          |          | László Trócsányi (fino al 30 giugno 2019) | Indipendente |
| Ministro della giustizia                                                                                            |          |          | Judit Varga (dal 12 luglio 2019)          | Fidesz       |
| Ministro delle risorse umane                                                                                        |          |          | Miklós Kásler                             | Indipendente |
| Ministro dell'innovazione nazionale e della tecnologia                                                              |          |          | László Palkovics                          | Indipendente |
| Ministro dell'agricoltura                                                                                           |          |          | István Nagy                               | Fidesz       |
| Ministro della difesa                                                                                               |          |          | Tibor Benkő                               | Indipendente |
| Ministro per la programmazione, la costruzione e l'affidamento dei due nuovi blocchi alla Centrale nucleare di Paks |          |          | János Süli                                | KDNP         |
| Ministro per la gestione del benessere nazionale                                                                    |          |          | Andrea Mager                              | Indipendente |
| Ministro della famiglia                                                                                             |          |          | Katalin Novák (Fino al 31 Dicembre 2021)  | Fidesz       |